# Paul Beurdeley
Pour les articles homonymes, voir Beurdeley.
Paul Ernest Beurdeley, né le 21 juin 1842 à Paris où il est mort le 18 novembre 1905, est un avocat homme politique français.

## Biographie
Élève, pendant dix ans, de 1852 à 1862, du collège Sainte-Barbe, il a reçu les leçons des Despois, des Vacherot, des Moutard, esprits fiers et indépendants et où son intelligence s’ouvrit aux idées de liberté, de justice, de tolérance, de solidarité. Il fut un des élèves préférés de Labrouste et Guérard. Au sortir de Sainte-Barbe, il a fait son droit. Républicain ferme et libéral, sous l’Empire, il a pris part aux luttes de Jules Favre, de Pelletan, de Floquet, de Gambetta. Appartenant à la bourgeoisie libérale qui, avant 1870, menant un rude combat contre le Second Empire autoritaire et son gouvernement qui devait tomber à Sedan, il n’a jamais abdiqué ses convictions.
Très étroitement associé, au cours de ses études de droit, au mouvement libéral qui a marqué les dernières années de l’Empire, il est mêlé, tout jeune, au mouvement progressiste. Étudiant, il se signale par des opinions républicaines en soutenant les candidatures de Pelletan, Ernest Picard, Jules Favre et Gambetta. Vers la même époque, il fait des cours et des conférences aux étudiants et se joint au groupe formé par Albert Leroy pour l’enseignement supérieur des jeunes filles.
Inscrit au tableau de l’ordre des avocats, dès 1866, il est en 1871, attaché au cabinet d’Émile Durier, secrétaire général du ministère de la justice dont Jules Dufaure avait le portefeuille. Il devient bientôt secrétaire de la Société pour l’Instruction élémentaire et président de la conférence Molé-Tocqueville. Il servit, pendant la guerre franco-prussienne de 1870 et combattit la Commune à Paris. Il reprit, dès lors, sa profession d’avocat pour ne se mêler à la politique que dans deux circonstances : le 24 mai et le 16 mai.
Il soutint la candidature d’Adolphe Thiers dans le 9e arrondissement, plaida pour les 363 contre les ministres réactionnaires de Fourtou et de Broglie, dans l’affaire du Bulletin des Communes ; plaida pour Jules Viette à Montbéliard, pour Ernest Constans à Toulouse, pour la Petite République, pour le Bien public. Toutes les fois qu’il y a eu à prendre la parole pour défendre les idées républicaines, il a été à son poste d’avocat républicain. Il a été le conseil et l’avocat de plusieurs ministères, notamment du ministère de l’Intérieur, des Travaux publics, de l’Instruction publique et des Beaux-arts.
Appelé comme adjoint à la mairie du 8e arrondissement, en février 1879, il s’est occupé plus particulièrement de l’instruction primaire. Le 7 juillet 1888, il a été nommé maire du même arrondissement en remplacement d’Alfred Koechlin-Schwartz, révoqué pour cause de boulangisme. Depuis ce temps, il n’a cessé d’apporter dans l’exercice de son mandat municipal les qualités d’administrateur et d’éducateur.
Il a, outre de nombreux articles de presse, a publié plusieurs ouvrages d’intérêt : L’École nouvelle, chez Charles Delagrave, où il montre tous les progrès réalisés par l’instruction publique sous le gouvernement républicain ; puis le Manuel de l’Électeur, publié chez Larose et Forcel, livre indispensable à tous les hommes publics digne de figurer dans toutes les bibliothèques communales ; enfin une brochure très substantielle chez Édouard Dentu, intitulée : Du renouvellement partiel de la Chambre des députés et une notice biographique sur Émile Durier, bâtonnier de l’ordre des avocats de Paris.
En 1881 et 1882, il s’est présenté sans succès aux élections législatives, dans l’arrondissement de Provins, où il a obtenu des minorités fort respectables. Depuis cette époque, il s’est adonné à peu près exclusivement à sa profession d’avocat et à ses fonctions de maire. Avocat important, plaidant simplement et avec compétence des affaires civiles qui ne lui avaient du reste pas retiré toute velléité politique. Il a souvent défendu des causes touchant aux intérêts généraux du pays.
Décoré de la Légion d’honneur pour ses services administratifs, il a fondé et fait prospérer dans son arrondissement plusieurs associations utiles entre toutes, telles que la Caisse des Écoles, l’Assistance par le Travail et la Société de Secours mutuels et de retraite des Enfants des Écoles. Peu de temps avant sa mort, il publiait encore une brochure, qui a fait quelque bruit, sur la Responsabilité des Instituteurs.
Il a procédé à la réinstallation des services de la mairie dans un local malheureusement trop exigu. L’excès de travail ayant fini par l’épuiser, il a été enlevé par une embolie quelques instants après avoir donné ses soins aux affaires de la mairie.

## Distinctions
- Officier de l'Instruction publique
- Officier de la Légion d'honneur (1904)

## Publications partielles
- L’École nouvelle, Paris, Charles Delagrave.
- Manuel de l’Électeur, Paris, Larose et Forcel.
- Du renouvellement partiel de la Chambre des députés, Paris, Édouard Dentu.
- Responsabilité des Instituteurs.